# Crotalaria campestris
Crotalaria campestris är en ärtväxtart som beskrevs av Roger Marcus Polhill. Crotalaria campestris ingår i släktet sunnhampor, och familjen ärtväxter. Inga underarter finns listade i Catalogue of Life.